# Argentina Open 2018
Argentina Open 2018 — тенісний турнір, що проходив на ґрунтових кортах у місті Буенос-Айрес, Аргентина з 12 лютого. Належав до категорії ATP World Tour 250.

## Фінальна частина

### Одиночний розряд
Домінік Тім —  Аляж Бедене 6–2, 6–4

### Парний розряд
Андрес Мольтені /  Орасіо Себальйос —  Хуан Себастьян Кабаль /  Роберт Фара 6–3, 5–7, [10–3]